# ЯпонаХата
«ЯпонаХата» — мережа суші-барів в Україні. Суші-бари мережі працюють у Києві, Львові, Дніпропетровську, Івано-Франківську, Харкові. Своєрідною родзинкою мережі є «японаХата у Дворі Імператора» у Львові, що має 9 тематичних залів, які повністю відображують культуру та стиль життя японців.

## Історія
Перший суші-бар «японаХата» з'явився у 2004 році в ТРЦ «Глобус», Майдан Незалежності, 2 лінія. На початок лютого 2011 року була найбільшою в Україні та нараховувала 28 закладів, що діяли у двох форматах: суші-бар 19 чи ресторан 9. «ЯпонаХата» стала першою компанією з ресторанного бізнесу, що використала QR-код на базі сервісу «likify» для можливості поставити «Like» офіційної сторінки компанії на Facebook.[джерело?]
З 2014 року в меню присутнє «патріотичне меню», з якого 5 гривень перераховується на потреби української армії.[джерело?]
На листопад 2014 року мережа збільшилася до 33 закладів. Станом на квітень 2019 року мережа нараховує 15 закладів та власну службу доставки, яка працює у всіх містах, де є заклади.[джерело?]